# Šestinedělí
Šestinedělí (puerperium) je období bezprostředně po porodu dítěte. Trvá přibližně šest týdnů. Je to období sžívání s miminkem a zvykání si na roli rodičů, pro miminko je to období zvykání si na svět. Jde o výjimečné, krásné, ale zároveň náročné období. Kromě psychických změn, prochází těla ženy i jejího dítěte řadou anatomických a fyziologických změn. Tělo ženy se hojí a navrací se do stavu před těhotenstvím, také si zvyká na kojení. Žena nacházející se v tomto období bývá označována jako šestinedělka.
V raném období šestinedělí, které trvá cca 10 dní po porodu, se hojí rány způsobené porodem. Poté probíhá pozdní šestinedělí v délce cca 6–7 týdnů, kdy dochází k fyziologickým a anatomickým změnám do původního stavu před porodem. V tomto období se zmenšuje děloha a pochva se vrací do původního stavu. Dále dochází k opětovnému zpevnění břišních svalů a pánevní oblasti.
Typickými fyzickými projevy v šestinedělí je krvácení z pochvy, tzv. očistky (čistí dělohu po porodu) - nejsilnější krvácení je v prvních dnech a týdnech, slabší krvácení nebo špinění může ale přetrvávat po celé šestinedělí, změny v prsou kvůli kojení, mohou se vyskytnout závratě, třesavka, problémy se zažíváním a vyměšováním. V období šestinedělí je důležité dostatečně odpočívat a spát, často je potřeba se věnovat také péči o hráz, která může být po porodu poraněná nebo přecitlivělá. 
Žena ale může čelit i řadě psychických změn, za nimiž stojí např. hormonální výkyvy, přecitlivělost (je důležitá, díky ní žena lépe vnímá potřeby miminka), velká životní změna, náročnost péče o miminko, neshody s partnerem, příval návštěv atd. 